# Катастрофа платформи на родовищі Мумбай-Хай
Катастрофа платформи на родовищі Мумбай-Хай — техногенна катастрофа, яка сталася 27 липня 2005 року в Аравійському морі на найбільшому індійському нафтовому родовищі Мумбай-Хай.

## Комплекс Mumbai High North
В межах облаштування Мумбай-Хай створили кілька процесингових центрів, першим серед яких став комплекс у північній частині родовища, що зрештою включив:
- платформу для розміщення фонтанних арматур з обмеженим обладнанням для підготовки NA, через яку в 1976-му почалась розробка родовища із видачею нафти до розташованого поруч плавучого сховища;
- введену 1978 року платформу NF, яка важила 3000 тонн та була здатна провадити початкову підготовку та перекачування до 100 тисяч барелів нафти (через нафтопровід Бомбей-Хай — Уран) і 1,5 млн м³ газу (через газопровід Бомбей-Хай — Уран). Також на платформі облаштували житловий блок на 32 особи;[1]
- головну процесингову платформу MHN, що стала до ладу 1981 року (оскільки події відбувались до коригування 1995 року назви міста Бомбей на Мумбаї, родовище первісно мало назву Бомбей-Хай, а платформа відповідно BHN);
- платформу з обладнанням для компремування газу та нагнітання води MNW.

На момент аварії потужність комплексу рахувалась на рівні 110 тисяч барелів нафти на добу і він приймав продукцію із 11 платформ для розміщення фонтанних арматур.
Розробкою родовища займалась державна Oil & Natural Gas Corporation (ONGC).

## Катастрофа
27 липня 2005 року багатоцільове судно «Samundra Suraksha» провадило водолазні роботи на одному з об'єктів родовища. Один з членів екіпажу був травмований, при цьому через сезон мусонів не було можливості евакуювати його гелікоптером. Як наслідок, «Samundra Suraksha» підійшло до MHN, щоб помістити пораненого до медичного блоку платформи. Передача повинна була відбутись шляхом підйому людини у спеціальній корзині, причому судну довелось стати на навітряному боці платформи, оскільки кран на підвітряному не працював.
На момент операції швидкість вітру сягала 65 км на годину, а хвилі висоти у 5 метрів. Через проблеми із підрулювальними пристроями (англ. azimuth thrusters) керування «Samundra Suraksha» відбувалось у ручному режимі. Травмованого вдалось підняти на платформу, проте через сильну хитавицю судно зачепило своїм майданчиком для гелікоптерів ризери (трубопроводи, що ведуть з дна моря на платформу), які використовувались у газліфтних операціях. Почався витік газу, що невдовзі призвів до пожежі.
Вогонь завадив спуску 6 із 8 шлюпок та 9 із 10 плотів, якими був оснащений комплекс. Протягом 15-годинної рятувальної операції вдалось зняти 362 особи, проте 22 особи загинули.
«Samundra Suraksha» затонуло за 4 доби, при цьому 6 водолазів, які під час катастрофи перебували у декомпресійній камері, були зняті через 36 годин після вибуху.
На момент інциденту на платформі NA провадила роботи самопідіймальна бурова установка «Noble Charlie Yester». Вона зазнала сильного температурного впливу та змогла спустити лише половину зі своїх рятувальних засобів (серед загиблих було й дві особи з-поміж тих, хто був приписаний до цього судна). Втім, «Noble Charlie Yester» вціліла і продовжила свою службу.
Унаслідок катастрофи платформа MHN була повністю втрачена, NF отримала сильні пошкодження, а NA — пошкодження середнього ступеня.

## Ліквідація наслідків
Завдяки тому, що родовище мало кілька процесингових комплексів та вже пройшло пік (у 1998-му), за місяць вдалось відновити 85 % втраченого видобутку.
Насоси іншого процесингового комплексу північної частини родовища NQO, які раніше перекачували нафту до MHN, терміново перелаштували на роботу з новим нафтопроводом Мумбай-Хай — Уран, запуск якого якраз припав на 2005 рік.
Видачу продукції з 4 платформи для фонтанних арматур — NC, NJ, NV та N11 — переключили NQO, а ще одну платформу NM під'єднали до процесингового комплексу ICP у південній частині Мумбай-Хай.
Крім того, платформи для фонтанних арматур NL, SI, SJ та SN, які залежали від газліфтної системи аварійного комплексу, були переведені на роботу з інфраструктурою південної частини родовища.